# Joseph Sayrou
Joseph Sayrou   (Toluges, 12 d'agost de 1898 - Torrelles de la Salanca, 29 de juliol de 1975) Joseph Moise Dominique Sayrou, fou un jugador francès de rugbi a 15. Feia 1 m 75 i 105 kg. Va ocupar el lloc de pilar dret a la selecció francesa i a l'USAP. Professionalment era viticultor, i ha donat el seu nom a l'estadi municipal de Torrelles de la Salanca.